# 愛國者行動 (2016年電影)
是一部於2016年上映的美國傳記劇情片，由彼得·柏格執導。電影改編自2013年波士頓馬拉松爆炸案與由凱西·謝爾曼和戴夫·偉吉所撰寫的《波士頓不倒》（2015年）一書。由馬克·華伯格、約翰·古德曼、蜜雪兒·摩納漢、J·K·西蒙斯與凱文·貝肯主演。
該片2016年11月17日在AFI Fest上首映，2016年12月21日在美國有限上映，直到2017年1月13日起才會廣泛上映。

## 劇情
2013年4月15日，在美國的馬薩諸塞州發生了波士頓馬拉松爆炸案，造成社會動盪不安；使得波士頓警察局警長湯米·桑德斯加入該案，為了追捕犯人而經歷重重考驗。

## 演員
| 演員          | 角色                                          | 備註                           |
| 馬克·華伯格   | 湯米·桑德斯警佐 Sergeant Tommy Saunders       | 波士頓警察局警佐。             |
| 約翰·古德曼   | 艾德·戴維斯 Ed Davis                          | 波士頓警察局局長。             |
| J·K·西蒙斯    | 傑弗瑞·普格列斯警佐 Sergeant Jeffrey Pugliese | 水鎮警佐。                     |
| 文森·庫拉托拉 | 湯瑪斯·曼尼諾 Thomas Menino                   | 波士頓市市長。                 |
| 蜜雪兒·摩納漢 | 卡蘿·桑德斯 Carol Saunders                    | 湯米的護士妻子。               |
| 凱文·貝肯     | 李察·德斯勞列爾 Richard DesLauriers           | 联邦调查局探員。               |
| 大衛·歐提茲   | 本人                                          | 客串。                         |
| 歐陽萬成      | 孟盾 Danny Meng                               | 遭炸彈客挾持的市民、關鍵報案者 |

## 反響

### 評價
電影贏得了正面好評。爛番茄根據144篇評論，新鮮度79%，平均得分6.9／10。Metacritic獲得69分（滿分100），整體評價以正面居多。據CinemaScore調查，觀眾的平均評價於A+至F間落於「A+」，這是該機構自服務以來，不到60部電影所能達到的成績。

### 票房
儘管電影一片好評，但票房吸引力仍然不足，個個戲院相繼上映但票房卻只有4,150萬美元。
| 上一届： 《格雷的五十道色戒2》 | 2017年香港週末票房冠軍 第9週 | 下一届： 《盧根》 |

### 榮譽
| 年份   | 獲提名                                       | 獎項                         | 結果 |
| ------ | -------------------------------------------- | ---------------------------- | ---- |
| 2016年 | 馬克·華伯格和彼得·柏格（包含《怒火地平線》） | 第88屆國家評論協會獎聚光燈獎 | 獲獎 |

## 外部連結
- 官方网站
- 互联网电影数据库（IMDb）上《愛國者行動》的资料（英文）
- Box Office Mojo上《愛國者行動》的資料（英文）
- Metacritic上《愛國者行動》的資料（英文）
- AllMovie上《愛國者行動》的资料（英文）
- 爛番茄上《愛國者行動》的資料（英文）
- 開眼電影網上《愛國者行動》的資料（繁體中文）
- 时光网上《愛國者行動》的資料（简体中文）
- 豆瓣电影上《愛國者行動》的資料 （简体中文）